# Cryptophagus lycoperdi
Cryptophagus lycoperdi es una especie de escarabajo del género Cryptophagus, familia Cryptophagidae. Fue descrita científicamente por Scopoli en 1763.
Habita en Europa, norte de Asia (excepto China) y Norteamérica.